# Жмігруд
Жмі́груд (пол. Żmigród, нім. Trachenberg) — місто на південному заході Польщі, у Тшебницькому повіті Нижньосілезького воєводства. Місто стоїть над річкою Барич.

## Положення
За даними від 1 січня 2011 року площа міста складає 9,49 км². Обшар міста розташований на висоті від 85 до 103 м над рівнем моря.
Місто Жмігруд лежить у Нижній Сілезії. У 1975—1998 роках місто адміністративно належало до Вроцлавського воєводства. Тепер Жмігруд — одне з міст у вроцлавській агломерації.

## Назва
Назва міста складається з двох польських слів, żmija («змія») і gród («го́род», «укріплення»), і означає «го́род змій». Про це говорив Константій Дамрот у своїй праці про значення назв у Сілезії, виданій у Битомі в 1896 р. Він передавав назву міста як Żmijgród (Жмійґруд), подаючи її значення: «von żmija – Schlange und gród – Burg». Цей погляд поділяв також польський мовознавець Станіслав Роспонд.

## Демографія
Демографічна структура станом на 31 березня 2011 року:
|          | Загалом | Допрацездатний вік | Працездатний вік | Постпрацездатний вік |
| -------- | ------- | ------------------ | ---------------- | -------------------- |
| Чоловіки | 3224    | 651                | 2313             | 260                  |
| Жінки    | 3349    | 590                | 2077             | 682                  |
| Разом    | 6573    | 1241               | 4390             | 942                  |

## Пам'ятки
До основних туристичних пам'яток міста належать:
- історичний центр міста;
- костел Святої Трійці (1599, 1723 роки);
- євангелістська церква, у наш час римо-католицький костел святого Станіслава Костки (1854—1861 роки);
- житлова вежа (середина XVI століття, 1642 рік) — залишки замку в Жміґроді;
- палацовий комплекс (XVIII—XIX століття), який складається з руїн палацу Хатцфельдів та прилеглого до нього парку.